# Vista Florida (Marcavelica)
Vista Florida es un centro poblado peruano ubicado en el distrito de Marcavelica, perteneciente a la provincia de Sullana del departamento de Piura, al norte del Perú.

## Demografía
En el 2017 Vista Florida tenía una población de 1058 habitantes.
| Gráfica de evolución demográfica de Vista Florida entre 1993 y 2017 |
|                                                                     |
| Fuentes: Población 1993 y 2017                                      |